# Paul Bùi Văn Đọc
Paul Bùi Văn Đọc (Đà Lạt, 11 novembre 1944 – Roma, 6 marzo 2018) è stato un arcivescovo cattolico vietnamita.
L'11 ottobre 2013 è stato eletto presidente della Conferenza episcopale del Vietnam e il 22 marzo 2014 è succeduto come arcivescovo di Hô Chí Minh.

## Biografia
Paul Bùi Văn Đọc è nato l'11 novembre 1944 a Đà Lạt, capoluogo della provincia di Lam Dong, in Vietnam. La sua famiglia era piuttosto povera e di fede cattolica, cosa che in quel paese ed in quel periodo poteva determinare seri disagi. Infatti, dopo la fine della Guerra d'Indocina contro la Francia, il Vietnam si divise in due: il Vietnam del Nord, sotto influenza comunista, e il Vietnam del Sud, influenzato dall'occidente. Il Nord diede vita ad una persecuzione contro i cristiani, costringendone alla fuga circa 800.000 verso il Sud.

### Studi e ministero sacerdotale
In quella difficile situazione, dopo aver compiuto gli studi primari, ha scelto di seguire la sua vocazione sacerdotale, così nel 1956, all'età di 12 anni, è entrato nel seminario minore di Saigon. Di lì a poco sarebbe scoppiata la Guerra del Vietnam, un sanguinoso conflitto che durerà 15 anni e provocherà un enorme numero di vittime e feriti. Nel 1964 si è trasferito a Roma, dove ha studiato presso la Pontificia Università Urbaniana. Dopo 6 anni è tornato in Vietnam ed è stato ordinato presbitero il 17 dicembre 1970.
Successivamente è stato nominato da Simon Hoa Nguyên-van Hien, vescovo di Đà Lạt, professore al seminario di Saigon e all'Università di Đà Lạt. Nel 1975 è stato nominato direttore del seminario e docente di teologia dogmatica presso la Pontificia Accademia di San Pio X a Đà Lạt, svolgendo l'incarico di professore nei seminari di Huế e Hanoi. Nel 1995 è stato nominato vicario generale della diocesi di Đà Lạt. Nel 1998 ha preso parte all'assemblea speciale dei vescovi dell'Asia.

### Ministero episcopale

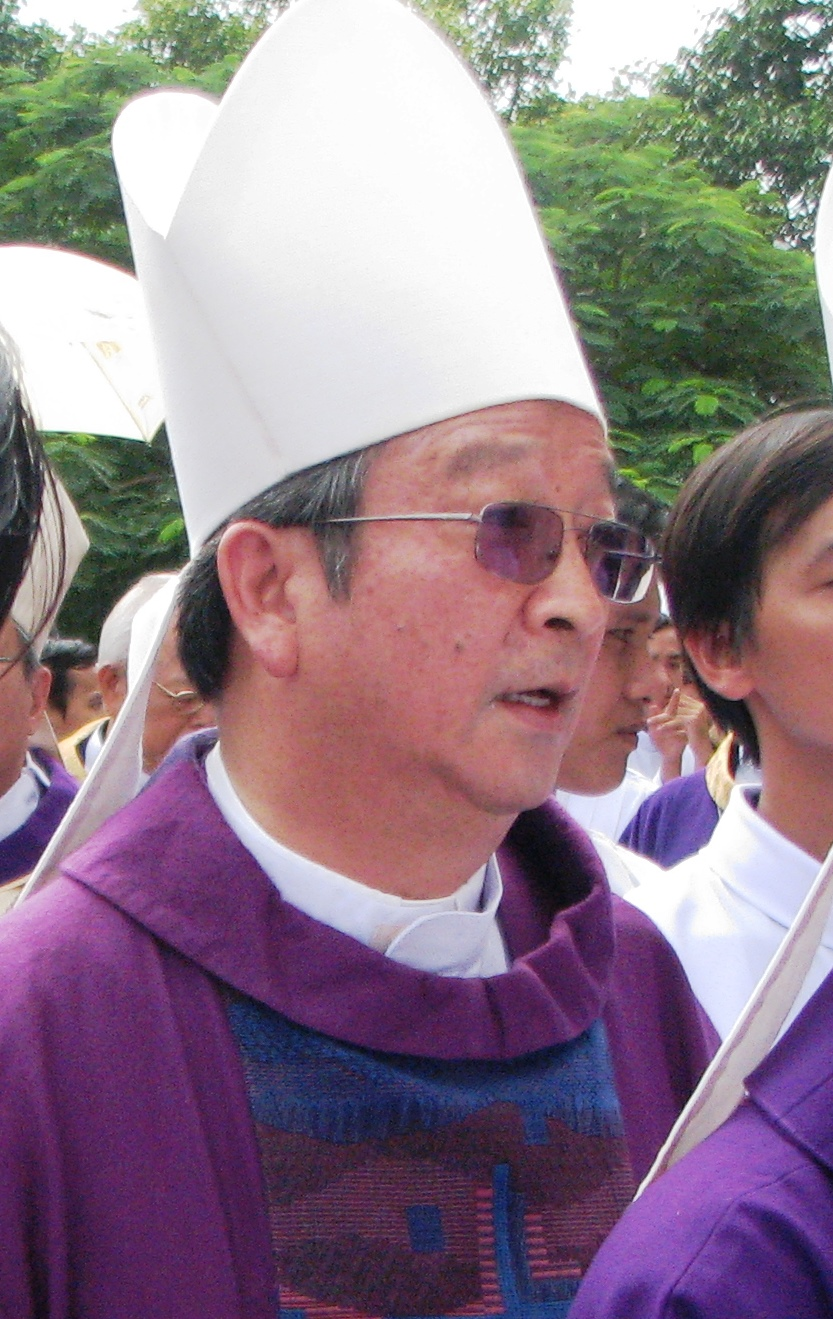
Paul Bùi Văn Đoc durante una celebrazione

Il 26 marzo 1999 papa Giovanni Paolo II lo ha nominato vescovo di Mỹ Tho. Ha ricevuto la consacrazione episcopale il 20 maggio 1999 nella cattedrale di Đà Lạt per l'imposizione delle mani di Jean-Baptiste Phạm Minh Mẫn, arcivescovo di Hô Chí Minh e futuro cardinale, assistito dal sulpiziano Bartolomeo Nguyên Son Lâm, vescovo di Thanh Hóa, e da Pierre Nguyên Văn Nhon, allora vescovo di Đà Lạt. Alla cerimonia erano presenti circa 14.000 cattolici, 500 sacerdoti, 2 istituti femminili tedeschi e 22 arcivescovi e vescovi. Come motto episcopale ha scelto Ad Deum lætitiæ meæ, che tradotto in vietnamita si traduce con Chúa là nguồn vui của con.
Ha ricoperto l'incarico di presidente della commissione episcopale per la dottrina della fede e, nel 2009, è stato uno dei componenti della delegazione vietnamita giunta a Roma per la visita ad limina. Al rientro ha più volte sottolineato e rilanciato gli insegnamenti in materia di fede di papa Benedetto XVI, promuovendo al contempo iniziative e attività nel campo del sociale, della giustizia, del servizio ai poveri e ai perseguitati.
Il 28 settembre 2013 papa Francesco lo ha nominato arcivescovo coadiutore di Hô Chí Minh. Ha fatto l'ingresso nella nuova arcidiocesi il 19 ottobre successivo. È stato amministratore apostolico della diocesi di Mỹ Tho, fino al 30 agosto 2014, giorno in cui il vescovo eletto Pierre Nguyên Van Kham ha preso possesso della diocesi. Alla dodicesima sessione d'incontro della Conferenza episcopale del Vietnam, alle 12:00 dell'11 ottobre 2013 è stato eletto presidente della medesima assemblea. Ha manenuto il suo incarico fino al 2016.
Il 22 marzo 2014 papa Francesco ha accettato le dimissioni per motivi d'età dell'ottantenne cardinale Jean-Baptiste Phạm Minh Mẫn. Essendo quindi coadiutore, è succeduto al cardinale come nuovo arcivescovo di Hô Chí Minh. Il 29 giugno successivo ha ricevuto il pallio dalle mani di papa Francesco, simbolo di comunione tra l'arcivescovo e il Papa, nella basilica di San Pietro in Vaticano.
Nel marzo del 2018 si è recato a Roma con gli altri vescovi vietnamiti per compiere la visita ad limina. Il 5 marzo sono stati ricevuti in udienza da papa Francesco. La mattina del giorno successivo si sono recati in visita alla tomba del cardinale François-Xavier Nguyễn Văn Thuận nella chiesa di Santa Maria della Scala. Lì monsignor Văn Đoc ha dimostrato i segni di un'insolita stanchezza. Nonostante ciò alle ore 11 ha comunque presieduto la messa nella basilica di San Paolo fuori le mura. Dopo la celebrazione si è trattenuto in basilica per un'ora con i confratelli e i monaci. Dopo essere salito in automobile per tornare in hotel è svenuto improvvisamente. È stato immediatamente portato all'Ospedale San Camillo dove gli è stato diagnosticato un ictus. Alle 18 circa i medici hanno dichiarato che la situazione clinica di monsignor Văn Đoc era molto grave ed è deceduto alle 22:15 dello stesso giorno. In seguito ai funerali svoltisi in patria fra il 16 e 17 marzo, è stato sepolto come i suoi predecessori nella cappella all'interno del Seminario di San Giuseppe.

## Genealogia episcopale e successione apostolica
La genealogia episcopale è:
- Cardinale Scipione Rebiba
- Cardinale Giulio Antonio Santori
- Cardinale Girolamo Bernerio, O.P.
- Arcivescovo Galeazzo Sanvitale
- Cardinale Ludovico Ludovisi
- Cardinale Luigi Caetani
- Cardinale Ulderico Carpegna
- Cardinale Paluzzo Paluzzi Altieri degli Albertoni
- Papa Benedetto XIII
- Papa Benedetto XIV
- Papa Clemente XIII
- Cardinale Marcantonio Colonna
- Cardinale Giacinto Sigismondo Gerdil, B.
- Cardinale Giulio Maria della Somaglia
- Cardinale Carlo Odescalchi, S.I.
- Cardinale Costantino Patrizi Naro
- Cardinale Lucido Maria Parocchi
- Papa Pio X
- Papa Benedetto XV
- Papa Pio XII
- Cardinale Eugène Tisserant
- Papa Paolo VI
- Arcivescovo Angelo Palmas
- Vescovo Jacques Nguyễn Ngọc Quang
- Vescovo Emmanuel Lê Phong Thuận
- Cardinale Jean-Baptiste Phạm Minh Mẫn
- Arcivescovo Paul Bùi Văn Đọc

La successione apostolica è:
- Vescovo Pierre Huỳnh Văn Hai (2015)
- Vescovo Joseph Đỗ Mạnh Hùng (2016)
- Vescovo Louis Nguyễn Anh Tuấn (2017)